# كامرون تايلور
كامرون تايلور (بالإنجليزية: Kammron Taylor)‏ مواليد 28 أغسطس 1984 في شيكاغو، هو لاعب كرة سلة أمريكي. بدأ مسيرته الاحترافية في سنة 2007. يلعب في دوري كندا الوطني لكرة السلة كلاعب هجوم خلفي. يبلغ طوله 6 قدم 2 بوصة (1.9 م). لعب كرة السلة الجامعية في جامعة ويسكونسن-ماديسون.

## المسيرة الاحترافية
لعب مع إس تي بي لو هافر في الدوري الفرنسي في موسم 2009–2010، ثم لعب مع نادي سولنوكي أولاي لكرة السلة في سنة 2010، ثم لعب مع نيكار ريزن لودفيغسبورغ في الدوري الألماني في موسم 2012–2013، ثم لعب مع مين ريد كلوز في موسم 2013–2014.

## روابط خارجية
- كامرون تايلور على موقع كرة السلة الأوروبية.كوم (الإنجليزية)
- كامرون تايلور على موقع كلية كرة السلة في سبورتس رفرنس.كوم (الإنجليزية)
- كامرون تايلور على موقع ريلجم (الإنجليزية)
- كامرون تايلور على موقع بروبوليرز (الإنجليزية)
- كامرون تايلور على موقع سبورتس رفرنس (الإنجليزية)
- كامرون تايلور على موقع سبورتس رفرنس (الإنجليزية)